# Susanne Riess
Susanne Riess (fra 1995 til 2011 Riess-Passer, siden 2022 Riess-Hahn; født 3. januar 1961 i Braunau am Inn) er en tidligere østrigsk politiker fra Freiheitliche Partei Österreichs.
I kansler Wolfgang Schüssels første regering, der blev dannet i 2000, var Riess-Passer vicekansler og minister for offentlig service og sport. Samtidig blev hun politisk ordfører for FPÖ efter Jörg Haider. Fra 1996 havde hun været organisatorisk formand for partiet. Hendes tætte samarbejde med Haider og loyalitet overfor ham gav hende tilnavnet Königskobra (Kongekobraen). Riess-Passer trak sig fra sine poster i sommeren 2002 i lighed med partiets parlamentatiske leder Peter Westenthaler og finansminister Karl-Heinz Grasser. Årsagen var interne uenigheder i partiet. Hun forblev vicekansler frem til 2003 og har ikke siden været involveret i politik.
Susanne Riess-Passer har siden 2004 været administrerende direktør i Wüstenrot-gruppen, som driver finansiel virksomhed.